# Scatella gestiens
Scatella gestiens är en tvåvingeart som beskrevs av Cresson 1931. Scatella gestiens ingår i släktet Scatella och familjen vattenflugor. Inga underarter finns listade i Catalogue of Life.